# Sverige i FN:s säkerhetsråd
Sverige har vid 4 perioder varit invald medlemsstat i FN:s säkerhetsråd.
Mandattiderna har varit
- perioden 1957–1958
- perioden 1975–1976
- perioden 1997–1998
- perioden 2017–2018

## Perioden 2017–2018

### Kampanjen
Sverige började kampanja för en plats i rådet redan 2004, en kampanj som intensifierades 2014.
Den 5 april 2016 rapporterade Dagens Nyheter att pengar från biståndet hade gått till att locka röster för Sverige. Pengarna gick till restaurangbesök, hotell och flygbiljetter till 27 FN-ambassadörer. Dagen efter skrev Svenska FN-förbundet att kampanjen kantades av brister och karaktäriserades av "Sen start, svag profilering och otydlig kommunikation" och efterlyste en avslutande kraftsamling.
Oppositionen kritiserade regeringen för att kampanjen kostade för mycket och omgärdades av hemlighetsmakeri.
Kampanjen uppskattades ha kostat 27 miljoner kronor. Moderaten Hans Wallmark ställde i april 2019 en fråga till utrikesminister Margot Wallström om en oberoende utredning av Sveriges kampanj skulle tillsättas. Wallström svarade att: ”Den övergripande slutsatsen i både UD:s interna utvärdering och utrikesutskottets granskning var att kandidaturen till säkerhetsrådet genomförts väl, utan oegentligheter och med goda resultat.”
En av de som granskat Sveriges kandidatur, Johan Westerholm, uppmanade 2022 ledamöterna i utrikesutskottet att begära ut alla letter of intent som tecknades ett halvår före och under kampanjen, för att med hjälp av dem räkna fram vad Sveriges plats i säkerhetsrådet hade kostat.

### Utfall
När Sverige valdes in i rådet var det en prestigeseger för statsminister Stefan Löfven och utrikeminister Margot Wallström. Målet var att bli en ”moralisk supermakt”.
Under mandatperioden publicerade regeringen ett veckobrev, twittrade och publicerade videobloggar på Facebook.
Den totala kostnaden för medlemskapet i säkerhetsrådet sade Regeringen Löfven II i maj 2019 uppgick till 83 miljoner kronor och bestod av:
- 65 miljoner kronor – regeringskansliets anslag under utgiftsområde 1
- 3 miljoner kronor – särskilt projekt under utgiftsområde 5 - Internationell samverkan
- 15 miljoner kronor – särskilt projekt under utgiftsområde 7 - Internationellt bistånd